# Europese kampioenschappen wielrennen 2018
De Europese kampioenschappen wielrennen 2018 waren de 24e editie van de Europese kampioenschappen wielrennen die georganiseerd werden door de Union Européenne de Cyclisme (UEC). Het was het 22e kampioenschap met tijdrit, het 14e kampioenschap voor junioren en het derde Europees kampioenschap voor elite mannen en vrouwen. De wedstrijden voor junioren en beloften werden van donderdag 12 tot en met zondag 15 juli 2018 gehouden in Brno en Zlín, in Tsjechië. De wedstrijden voor elite werden gehouden in Glasgow, Schotland, in combinatie met o.a. de EK baanwielrennen, mountainbike en BMX, als onderdeel van de Europese Kampioenschappen 2018.

## Wedstrijdschema
| Discipline                           | Datum               | Tijd   | Categorie        | Afstand  |
| ------------------------------------ | ------------------- | ------ | ---------------- | -------- |
| Junior- en beloftetijdritten in Brno |                     |        |                  |          |
| Tijdrit                              | Donderdag 12 juli   | 10:00u | Vrouwen junioren | 12 km    |
| Tijdrit                              | Donderdag 12 juli   | 13:00u | Vrouwen beloften | 24 km    |
| Tijdrit                              | Vrijdag 13 juli     | 9:00u  | Mannen junioren  | 24 km    |
| Tijdrit                              | Vrijdag 13 juli     | 13:00u | Mannen beloften  | 24 km    |
| Junior- en beloftewegritten in Zlín  |                     |        |                  |          |
| Wegrit                               | Zaterdag 14 juli    | 11:00u | Vrouwen junioren | 75,6 km  |
| Wegrit                               | Zaterdag 14 juli    | 14:30u | Vrouwen beloften | 108 km   |
| Wegrit                               | Zondag 15 juli      | 9:00u  | Mannen junioren  | 118,8 km |
| Wegrit                               | Zondag 15 juli      | 13:00u | Mannen beloften  | 140,4 km |
| Elitewedstrijden in Glasgow          |                     |        |                  |          |
| Wegrit                               | Zondag 5 augustus   | 12:30u | Vrouwen elite    | 130 km   |
| Tijdrit                              | Woensdag 8 augustus | 8:45u  | Vrouwen elite    | 32 km    |
| Tijdrit                              | Woensdag 8 augustus | 12:45u | Mannen elite     | 45,7 km  |
| Wegrit                               | Zondag 12 augustus  | 10:30u | Mannen elite     | 230 km   |

## Medaillewinnaars

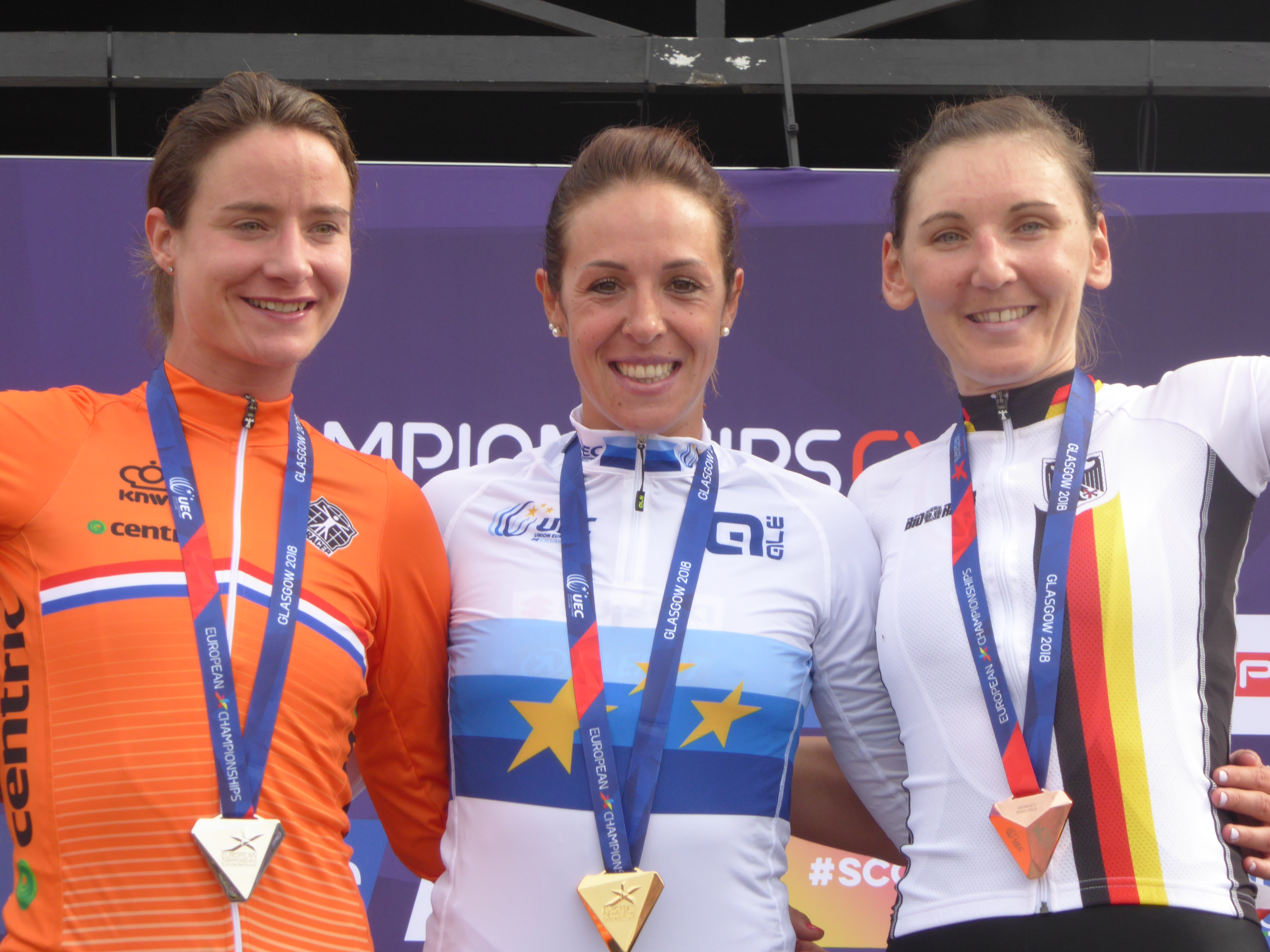
Podium van de wegrit voor vrouwen elite.

| Mannen elite     | 1                  | 1                    | 1                     |
| ---------------- | ------------------ | -------------------- | --------------------- |
| Wegrit           | Matteo Trentin     | Mathieu van der Poel | Wout van Aert         |
| Tijdrit          | Victor Campenaerts | Jonathan Castroviejo | Maximilian Schachmann |
| Vrouwen elite    | 1                  | 1                    | 1                     |
| Wegrit           | Marta Bastianelli  | Marianne Vos         | Lisa Brennauer        |
| Tijdrit          | Ellen van Dijk     | Anna van der Breggen | Trixi Worrack         |
| Mannen beloften  | 1                  | 1                    | 1                     |
| Wegrit           | Marc Hirschi       | Victor Lafay         | Fernando Barceló      |
| Tijdrit          | Edoardo Affini     | Izidor Penko         | Markus Wildauer       |
| Vrouwen beloften | 1                  | 1                    | 1                     |
| Wegrit           | Nikola Nosková     | Aafke Soet           | Letizia Paternoster   |
| Tijdrit          | Aafke Soet         | Lisa Klein           | Nikola Nosková        |
| Mannen junioren  | 1                  | 1                    | 1                     |
| Wegrit           | Remco Evenepoel    | Alexandre Balmer     | Carlos Rodriguez Cano |
| Tijdrit          | Remco Evenepoel    | Ilan Van Wilder      | Antonio Tiberi        |
| Vrouwen junioren | 1                  | 1                    | 1                     |
| Wegrit           | Ajgoel Garejeva    | Vittoria Guazzini    | Hannah Ludwig         |
| Tijdrit          | Vittoria Guazzini  | Hannah Ludwig        | Marta Jaskulska       |

## Medaillespiegel
| #      | Land        | 1  | 1  | 1  | Totaal |
| ------ | ----------- | -- | -- | -- | ------ |
| 1      | Italië      | 4  | 1  | 2  | 7      |
| 2      | België      | 3  | 1  | 1  | 5      |
| 3      | Nederland   | 2  | 4  | 0  | 6      |
| 4      | Zwitserland | 1  | 1  | 0  | 2      |
| 5      | Tsjechië    | 1  | 0  | 1  | 2      |
| 6      | Rusland     | 1  | 0  | 0  | 1      |
| 7      | Duitsland   | 0  | 2  | 4  | 6      |
| 8      | Spanje      | 0  | 1  | 2  | 3      |
| 9      | Frankrijk   | 0  | 1  | 0  | 1      |
| 9      | Slovenië    | 0  | 1  | 0  | 1      |
| 11     | Oostenrijk  | 0  | 0  | 1  | 1      |
| 11     | Polen       | 0  | 0  | 1  | 1      |
| Totaal | Totaal      | 12 | 12 | 12 | 36     |